# Уорд, Максвелл, 6-й виконт Бангор
Максвелл Ричард Кросби Уорд, 6-й виконт Бангор (англ. Maxwell Richard Crosbie Ward, 6th Viscount Bangor; 4 мая 1868 — 17 ноября 1950) — англо-ирландский пэр и политик.

## Ранняя жизнь и образование
Родился 4 мая 1868 года. Младший (третий) сын Генри Уорда, 5-го виконта Бангора (1828—1911), и его первой жены, научного иллюстратора Мэри Уорд (1827—1869), которая погибла в первой в мире автомобильной аварии.
Он получил образование в школе Харроу и Королевской военной академии в Вулидже.

## Военная служба
Уорд был назначен вторым лейтенантом в Королевскую артиллерию в июле 1887 года и повышен до лейтенанта в июле 1890 года. Он был повышен до капитана в апреле 1898 года, назначен дивизионным адъютантом в феврале 1900 года, и инструктором в Школе артиллерии в октябре 1900 года. В 1906 году он получил звание майора.
23 февраля 1911 года после смерти своего отца Максвелл Уорд унаследовал титулы 6-го виконта Бангора из Касл-Уорда в графстве Даун (Пэрство Ирландии) и 6-го барона Бангора из Касл-Уорда в графстве Даун (Пэрство Ирландии).
Лорд Бангор ушел в отставку с действительной службы в 1912 году и командовал артиллерийским резервом Королевского гарнизона Антрима. Он был повторно повышен в должности в 1914 году после начала Первой мировой войны. Он был назначен офицером Ордена Британской империи в 1919 году.

## Политическая карьера
Ирландский пэр-представитель в Палате лордов Великобритании (1913—1950), член Ольстерского юниониста в Сенате Северной Ирландии (1921—1950), заместитель лидера Сената и парламентский секретарь в Департаменте премьер-министра с 1929 по 1930 год, прежде чем занять пост спикера Сената с 1930 по 1950 год.

## Семья
5 января 1905 года в Монахане, графство Монахан, Максвелл Уорд женился на Агнес Элизабет (урожденной Гамильтон) (ок. 1878 — 12 мая 1972), дочери Дейкра Мервина Арчдейла Гамильтона и Хелен Джорджины Наджент. У супругов было четверо детей:
- Эдвард Генри Гарольд Уорд, 7-й виконт Бангор (5 ноября 1905 — 8 мая 1993)
- Достопочтенная Мэри Хелен Кэтлин Уорд (? — 2 апреля 1909), в 1934 году она вышла замуж за Питера Мэнсфилда Уэзерби, от брака с которым у неё было двое детей.
- Достопочтенная Хелен Элизабет Уорд (9 мая 1912 — июль 2005), незамужняя
- Достопочтенная Маргарет Берта Уорд (29 сентября 1914 — 19 сентября 2013), в 1938 году она вышла замуж за подполковника Десмонда Чарльза Форда, с которым у неё было двое детей и с которым она развелась в 1947 году. В том же 1947 году она вышла замуж за Гэвина Роберта Слая, с которым развелась в 1962 году. В 1969 году она в третий раз вышла замуж за майора Денниса Эрика Смита.

Виконт Бангор скончался в своем доме, Касл-Уорд, в возрасте 82 лет. Его преемником стал его сын Эдвард Уорд, журналист, который сделал себе имя как иностранный корреспондент BBC.